# 特兰比莱诺
特兰比莱诺（義大利語：Trambileno），是意大利特伦托自治省的一个市镇。总面积50平方公里，人口1373人，人口密度27.5人/平方公里（2009年）。ISTAT代码为022203。

## 友好城市
- 巴西本图贡萨尔维斯 2007年